# Robert Blum
Robert Blum (Köln, 1807. november 10. – Brigittenau, 1848. november 9.) német demokrata, publicista, költő, forradalmár és az 1848-as frankfurti parlament tagja. A német egység híve, az etnocentrikusság és a más népek fölötti uralkodás ellenzője. Ellenezte Lengyelország orosz megszállásának politikáját, és kapcsolatban állt a lengyel forradalmárokkal. Kritizálta az antiszemitizmust, támogatta a német katolikusokat és a nemi egyenlőségért agitált. Képviselői mentelmi joga ellenére Bécsben letartóztatták és kivégezték.

## Élete
Részt vett az 1848 februári szászországi forradalmi megmozdulásokban, májusban a frankfurti parlament képviselője lett. 
1848 októberében Bécsben forradalom tört ki, ami után Blum (két képviselőtársának kíséretében) odautazott és csatlakozott a felkelőkhöz. A főváros kapitulációja után társaival együtt november 4-én letartóztatták. Katonai törvényszék elé állították, mentelmi jogát nem fogadták el. Windisch-Grätz tábornagy a letartóztatott német képviselők kiutasítását javasolta sógorának, Felix zu Schwarzenberg miniszterelnöknek, ő azonban elutasította, mondván, Ausztria lipcsei konzulja, Alexander von Hübner jelentése szerint Blum „veszélyes anarchista, aki rászolgált a legsúlyosabb ítéletre is.” 
- Blum a bécsi barrikádokon
- Kivégzése (Carl Steffeck festménye)

Katonai bíróság elé állították, izgatás és a lázadásban való részvétel vádjával halálra ítélték. Akasztás általi halálos ítéletét – ítéletvégrehajtó hiányában – golyó általira változtatták. Bécs Brigittenau kerületében, a Duna partjánál végezték ki, testét a währingi temető árkában földelték el. Halála az 1848-as németországi forradalom hiábavalóságának szimbóluma, számos művészeti alkotás ihletője lett. Halálának napja (november 9.) „Németország sorsnapjára” esett.
Fia, Hans Blum (1841–1910) ismert író és újságíró volt.